# Enrico Rava
Enrico Rava (* 20. srpna 1939 Terst) je italský jazzový trumpetista. Nejprve hrál na pozoun, ale když uslyšel Milese Davise, přešel k trubce. Počátkem šedesátých let hrál se saxofonistou Gato Barbierim a později hrál se Stevem Lacym. V roce 1967 se přestěhoval do New Yorku a v roce 1972 vydal své první album jako leader nazvané Il Giro Del Giorno in 80 Mondi. Během své kariéry spolupracoval i s dalšími hudebníky, mezi které patří Archie Shepp, Jimmy Lyons a Carla Bley.